# Eugraphe decussa
Eugraphe decussa là một loài bướm đêm trong họ Noctuidae.